# Acidente rodoviário de Taguaí
Em novembro de 2020, um acidente rodoviário em Taguaí deixou 41 mortos e 10 pessoas feridas, configurando então o acidente rodoviário com maior número de vítimas do ano de 2020 no Brasil até o momento. O acidente ocorreu na altura do quilômetro 172 da Rodovia Alfredo de Oliveira Carvalho (SP-249), que liga as cidades de Taguaí e Taquarituba e é o maior em rodovias paulistas nos últimos 22 anos. O maior acidente rodoviário no estado de São Paulo aconteceu no ano de 1960, quando um ônibus com estudantes caiu no rio Turvo e matou 59 jovens que participavam de um coral e viajavam para fazer uma apresentação. O maior acidente rodoviário do Brasil, por sua vez, ocorreu em 1988, na cidade de Cachoeira, estado da Bahia, quando 67 pessoas morreram após um caminhão pau-de-arara capotar e cair em um precipício.

## Repercussão
O governador de São Paulo, João Doria, se manifestou sobre o acidente através de sua rede social: “Minha solidariedade aos familiares e amigos das vítimas do grave acidente que ocorreu nesta manhã em Taguaí, interior de SP. Equipes dos Bombeiros, ambulâncias, PM e Polícia Rodoviária estão no local para atendimento da ocorrência e para apoiar as famílias das vítimas.”.